# دودمان برنادوت
خاندان برنادوت خاندان سلطنتی کنونی سوئد هستند که از ۱۸۱۸ میلادی بر این کشور حکومت می‌کنند. این خاندان اصالتا فرانسوی هستند . اولین ملکه این خاندان اوژنی دزیریا که اولین معشوقه ناپلئون بناپارت بوده است، می باشد. برنادوت خود نیز از مارشالهای فرانسوی ناپلئون بناپارت بود که به میل و درخواست مردم و پادشاه سوئد به سوئد دعوت و ولیعهد گشت. میان سالهای ۱۸۱۸ تا ۱۹۰۵، خاندان برنادوت، دودمان سلطنتی نروژ نیز بود. مؤسس این خاندان، کارل چهاردهم بود که توسط کارل سیزدهم سوئد به عنوان شاه سوئد برگزیده شد (کارل سیزدهم متعلق به خاندان هولشتاین-گوتورپ بود که امروزه از میان رفته‌اند)

## شاهان سوئد
- ۱۸۱۸–۱۸۴۴: کارل چهاردهم
- ۱۸۴۴–۱۸۵۹: اسکار اول
- ۱۸۵۹–۱۸۷۲: کارل پانزدهم
- ۱۸۷۲–۱۹۰۷: اسکار دوم
- ۱۹۰۷–۱۹۵۰: گوستاو پنجم
- ۱۹۵۰–۱۹۷۳: گوستاو آدولف ششم
- ۱۹۷۳–اکنون: کارل گوستاو شانزدهم

## شاهان نروژ
- ۱۸۱۸–۱۸۴۴: کارل سوم
- ۱۸۴۴–۱۸۵۹: اسکار اول
- ۱۸۵۹–۱۸۷۲: کارل پانزدهم
- ۱۸۷۲–۱۹۰۵: اسکار دوم